# Новые Русские Пошаты
Новые Русские Пошаты — упразднённое село в Ельниковском районе Мордовии. Входило в состав Новоковыляйского сельского поселения. Исключено из учётных данных в 2003 году.

## География
Располагалось в верховье безымянного ручья, притока реки Нулуй, в 5 км к востоку от села Новый Ковыляй.

## История
Основано из села Русские Пошаты.

## Население
Согласно результатам Всероссийской переписи населения 2002 года в селе отсутствовало постоянное население.